# さがみ屋
株式会社さがみ屋（さがみや）は、北海道札幌市にある製麺会社。

## 概要
ラーメンやうどん、そば、パスタの製麺を手がけている。
札幌ラーメンの麺が有名であり、シェアでは西山製麺よりも狭いものの、少なくないラーメン有名店で採用されている。
また、元はうどんの製麺から創業したのであり、ラーメン以外の麺も、広く扱っている。

## 沿革
- 1928年 - 創業者の石井菊平が、札幌市でうどん屋を開業する。これが『さがみ屋製麺』の創業とされる。
- 1950年 - ラーメン製麺を始める。
- 1953年 - 株式会社相模屋を設立する。初代代表取締役社長が、石井菊平である。
- 1962年 - 横浜工場設立する。なお、1965年に横浜工場は、松戸へ移転となる。
- 1991年 - 株式会社さがみ屋に、社名を変更する。
- 2006年 - インターネットショップを開業する。

## 所在地
本社・工場
札幌市白石区平和通10丁目北6-16